# Trabekler
Trabekler är inom anatomi och botanik sträng-, strål- eller balkliknande strukturer. Dessa förekommer i människokroppen bland annat i mjälte och lymfkörtlar i form av bindvävssträngar. Även i hjärtat finns hos däggdjur en trabekulär organisation av fiberstrukturen. Även benvävnad kan ha en trabekulär struktur, uppbyggd med strålformar.